# Korjun Soghomonjan
Korjun Soghomonjan (armenisch Կորյուն Սողոմոնյան; englisch Koryun Soghomonyan; * 16. Mai 1993 in Zowuni, Armenien) ist ein armenischer Boxer. Er nahm im Fliegengewicht an den Olympischen Sommerspielen 2020 in Tokio teil.

## Karriere
Korjun Soghomonjan gewann 2009 die Junioren-Weltmeisterschaft in Jerewan, 2011 die Jugend-Europameisterschaft in Dublin und 2012 die U22-Europameisterschaft in Kaliningrad. Zu seinen besiegten Gegnern zählten unter anderem Charlie Edwards, Gabil Mamedow und Wassili Jegorow.
Bei der Weltmeisterschaft 2013 in Almaty unterlag er in der Vorrunde gegen David Jiménez, bei der Europameisterschaft 2015 in Samokow im Viertelfinale gegen Muhammad Ali und bei der Weltmeisterschaft 2015 in Doha im Achtelfinale gegen Mohamed Flissi. Im Mai 2016 bestritt er für das Team British Lionhearts einen siegreichen Kampf in der World Series of Boxing. Im Anschluss nahm er sich eine Auszeit vom Boxen.
Bei der europäischen Qualifikation erkämpfte er sich einen Startplatz bei den Olympischen Sommerspielen 2020 in Tokio, wo er in der Vorrunde gegen den späteren Olympiasieger Galal Yafai ausschied.

## Sonstiges
Soghomonjan begann im sechsten Lebensjahr mit dem Boxsport. Er ist verheiratet und Vater von zwei Kindern.